# Damien Garvey

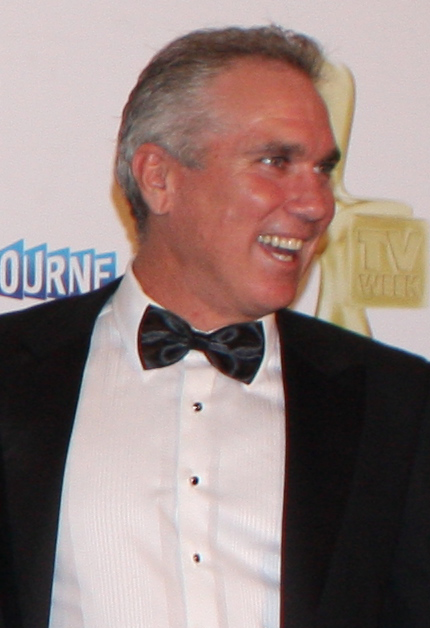
Damien Garvey, 2011

Damien Garvey (* 17. März 1960 in Australien) ist ein australischer Schauspieler.

## Leben
Garvey begann seine Karriere 1998 mit einem Gastauftritt in der australischen Fernsehserie Adrenalin – Notärzte im Einsatz. Sein Spielfilmdebüt hatte er 2001 in der Filmkomödie Spudmonkey. Seit Anfang der 2000er Jahre ist er ein vielgebuchter Schauspieler des australischen Fernsehgeschäftes. Er stellte unter anderem die wiederkehrende Rolle des Dr. Jim Cunningham in McLeods Töchter dar sowie den Attorney General Cal McGregor in der Gerichtsserie Rake. Von 2018 bis 2021 spielte er den Polizeibeamten Bryan Nichols in der Kriminalserie Harrow. Gelegentlich ist er auch in US-amerikanischen Produktionen zu sehen, darunter The Starter Wife – Alles auf Anfang und Ash vs Evil Dead.
2010 wurde er für seine Nebenrolle in der Miniserie Underbelly – Krieg der Unterwelt mit dem AFI Award ausgezeichnet. 2018 erfolgte eine weitere Nominierung für den Preis.

## Filmografie (Auswahl)
- 2000: Die verlorene Welt (Sir Arthur Conan Doyle’s The Lost World)
- 2000: Water Rats – Die Hafencops (Water Rats)
- 2001–2007 McLeods Töchter (McLeod’s Daughters)
- 2002: Countdown – Der Tod fährt mit (Seconds to Spare)
- 2007: Meine peinlichen Eltern (Mortified)
- 2007: The Starter Wife – Alles auf Anfang (The Starter Wife)
- 2007–2011: Sea Patrol (Fernsehserie)
- 2009: I Am You – Mörderische Sehnsucht (In Her Skin)
- 2010: H2O – Plötzlich Meerjungfrau (H2O: Just Add Water)
- 2010: Underbelly – Krieg der Unterwelt (Underbelly)
- 2011: Terra Nova (Fernsehserie)
- 2013: Miss Fishers mysteriöse Mordfälle (Miss Fisher’s Murder Mysteries)
- 2013: Reef Doctors – Die Inselklinik (Reef Doctors)
- 2015: Ash vs Evil Dead (Fernsehserie)
- 2015: Mako – Einfach Meerjungfrau (Mako: Island of Secrets Mako Mermaids)
- 2018–2021: Harrow (Fernsehserie)
- 2023: The Artful Dodger (Fernsehserie)

## Auszeichnungen
- 2010: AFI Award in der Kategorie Best Supporting Actor in a Television Drama für Underbelly
- 2018: AACTA-Award-Nominierung in der Kategorie Best Supporting Actor in a Television Drama für Rake